# Комбайнобудівник (Тернопіль)
Комбайнобудівник — колишня аматорська футбольна команда з міста Тернополя.

## Відомості

### Досягнення
— Чемпіон Тернопільської області: 1975, 1978, 1979
 — Володар Кубка «Робітничої газети»: 1975
 — Володар Кубка «Спортивної газети»: 1980